# Opogona protomima
Opogona protomima är en fjärilsart som beskrevs av Edward Meyrick 1918. Opogona protomima ingår i släktet Opogona och familjen äkta malar. Inga underarter finns listade i Catalogue of Life.